# Oerstedia oculata
Oerstedia oculata är en djurart som tillhör fylumet slemmaskar, och som först beskrevs av Kulikova 1987.  Oerstedia oculata ingår i släktet Oerstedia och familjen Oerstediidae. Inga underarter finns listade i Catalogue of Life.